# Janspoort (Haarlem)
De Janspoort, vroeger ook wel de Sint Janspoort, was een stadspoort in de Nederlandse stad Haarlem dat deze stad via de Jansstraat naar het noorden ontsloot. De poort is vernoemd naar het nabijgelegen Jansherenklooster dat was gewijd aan de Orde van Sint Jan. Het water voor de poort werd gedempt en in 1683 werd de poort uiteindelijk gesloopt vanwege de stadsuitbreiding naar het noorden. De Nieuwpoort nam de functie van deze stadspoort over.
Amsterdamse Poort · Schalkwijkerpoort · Eendjespoort · Kleine Houtpoort · Grote Houtpoort · Raampoort · Raakstorens · Zijlpoort · Kruispoort · Janspoort · Nieuwpoort / Kennemerpoort · Catrijnenpoort · Deymanspoort · Vrouwehek